# (33041) 1997 TG17
1997 تي جي 17 (ويعرف أيضًا باسم (33041) 1997 تي جي 17 وفق تسمية الكوكب الصغير) (بالإنجليزية: 1997 TG17)‏ هو كويكب ضمن حزام الكويكبات؛ وترتيبه 33041 من حيث الاكتشاف.
اكتُشف هذا الجُرم الفلكي بواسطة تاكيشي أوراتا ‏ في 6 أكتوبر 1997.

## وصلات خارجية
- (33041) 1997 TG17 في قاعدة بيانات مختبر الدفع النفاث لأجرام النظام الشمسي الصغيرة

- الاكتشاف · مخطط المدار ·  العناصر المدارية · المعلمات المادية

- (33041) 1997 TG17 على موقع ويكي سكاي: DSS2, SDSS, GALEX, IRAS, Hydrogen α, X-Ray, Astrophoto, Sky Map, Articles and images